# Frank Willenborg
Frank Willenborg (10 febbraio 1979) è un arbitro di calcio tedesco.
Dalla stagione 2016/17 è utilizzato nel massimo campionato tedesco, la Bundesliga.

## Biografia
Willenborg è arbitro della DFB dal 2004 e arbitri dell'SV Gehlenberg-Neuvrees nella federazione regionale della Bassa Sassonia (Niedersächsischer Fußballverband). Ha guidato le partite della 2. Bundesliga dalla stagione 2007/08 fino alla promozione nella Bundesliga nel 2016. In precedenza ha lavorato come assistente arbitro accanto a Florian Meyer. Quando Meyer si è dimesso dalla Bundesliga come arbitro perché aveva raggiunto il limite di età della DFB, Willenborg ha preso il suo posto. All'età di 37 anni, Willenborg era relativamente vecchio per essere promosso nella prima Bundesliga. Ha fatto il suo debutto in prima divisione il 20 settembre 2016 nella partita tra SV Darmstadt 98 e TSG 1899 Hoffenheim (punteggio finale 1:1).
Willenborg è un insegnante di scuola secondaria e vive a Osnabrück con la moglie e due figli.